# Skies of Arcadia
Skies of Arcadia (エターナルアルカディア, Etānaru Arukadia, Eternal Arcadia au Japon) est un jeu vidéo de rôle développé par Overworks et édité par Sega en 2000 sur Dreamcast. Il a été réédité en 2003 sur Game Cube sous le titre Skies of Arcadia Legends.

## Scénario
Skies of Arcadia prend place dans un univers constitué d'îles, ayant parfois la taille de continents, flottants dans les airs, et où on se déplace par bateaux volants. Les marins, et notamment les pirates, ont ainsi une place très importante dans le jeu.
Vyse, le héros, est un Voleur Bleu, c'est-à-dire un pirate qui vole uniquement les navires armés. Avec Aika, il fait la rencontre de Fina, et va se retrouver embarqué dans une aventure autour du monde pour la sauver.

## Système de jeu
Skies of Arcadia propose des phases d'exploration dans des donjons et des villes, des combats au tour par tour proches des systèmes habituels des jeux de rôle japonais : chaque personnage possède un système d'attaques spéciales propres et peut acquérir des sorts de magie. Il existe 6 types de magie qui ont chacune un effet différent. Mais la particularité de ce jeu tient dans ses combats entre navires très originaux et élaborés.

## Musiques
Les musiques de Skies of Arcadia ont été composées par Yutaka Minobe et Tatsuyuki Maeda. Un orchestre de 41 musiciens (nommé The Skies of Arcadia Symphony Orchestra) a été réuni à Tokyo pour interpréter la bande-son du jeu. Celle-ci contient 67 pistes pour une durée de 2h22.

## Personnages
Skies of Arcadia contient un nombre important de personnages dont les histoires personnelles sont plus ou moins connues.
- Les héros, les personnages jouables : Vyse, Aika, Fina, Drachma, Gilder, Enrique.
- Les opposants, qui appartiennent à l'Armada de l'empire Valuan et cherchent à se débarrasser de Vyse et ses amis :Galcian, Ramirez, Teodora, Alfonso, Gregorio, Vigoro, Belleza, De Loco.
- Les membres de l'équipage, que Vyse pourra recruter une fois devenu capitaine de son propre navire : Lawrence, Don, Brabham, Izmael, Khazim, Belle, Domingo, Tikatika, Osman, Kalifa, Moegi, Kirala, Urala, Polly, Robinson, Ryu-Kan, Ilchymis, Marco, Merida, Pow, Pinta, Hans.

## Équipe de développement
- Producteur : Rieko Kodama
- Directeur : Shuntaro Tanaka
- Planner : Takuya Ogawa, Takanobu Yoshino
- Graphic designer : Hirotaka Kanazawa
- Support designers : Toru Yoshida, Tsukasa Mori, Takehiko Akabane, Haruo Nakano, Satsuki Nagano
- Programmeur : Kouichi Nomura
- Director of product development : Naohiko Hoshino
- Producteur exécutif : Kats Sato
- Assistant producteur : Akiko Koutstaal
- Seiyuu : Kinryuu Akimoto, Yuri Amano, Issei Futamata, Yui Horie, Sōichirō Hoshi, Tomoko Kawakami, Takehiro Komaya, Kazue Komiya, Hikaru Midorikawa, Mugihito, Ryōtarō Okiayu, Tomokazu Seki, Masashi Sugawara, Norio Wakamoto

## Portage
Skies of Arcadia est d'abord sorti sur Dreamcast en 2001. À la suite de l'annonce d'arrêt de production de la console quelques jours plus tôt, le jeu a connu certes un succès critique mais des ventes assez moyennes. Avec la sortie de la GameCube, Sega décida de le convertir sur ce nouveau support - en plus d'une sortie simultanée sur PS2 et Xbox, finalement annulées début 2003.

### Skies of Arcadia Legends
Le 23 mai 2003 est sorti Skies of Arcadia Legends en Europe, accueillant de nouveaux éléments dans son système de jeu. Les développeurs ont affirmé qu'il faut considérer Legends comme une version complète et finie de leur projet.
La version GameCube comporte :
- 25 nouvelles découvertes en plus des 64 découvertes de la version Dreamcast.
- Une quête à propos du personnage Maria/Piastol avec vingt-quatre Poissons-lune à retrouver.
- Huit affiches Wanted : il faudra combattre des pirates de l'air hors-la-loi et les ramener à la Confrérie des Marins pour obtenir une récompense. Deux bandits étaient déjà présents dans la version Dreamcast mais ne faisaient pas l'objet d'une récompense (Baltor et Gordo).
- De nouveaux grades spéciaux : plus de vingt-cinq sont à recenser dont celui de Vyse la Légende qui fait partie intégrante du jeu et non plus du scénario.
- Les trois éléments téléchargeables sur Dreamcast (l'île Hamachou, le Grand Looper et deux armes exclusives) sont directement préinstallés.
- Trois autres nouveaux éléments exclusif à Legends : une autre découverte, un combat contre Vigoro en Pirate de l'Air et une arme plus forte que l'Épée Vorlik (Croc Céleste) mais qu'on ne peut avoir qu'en ayant obtenu certains grades spéciaux.
- Une nouvelle vidéo d'introduction - pour accompagner entre autres le nouveau logo du soft.
- Des graphismes légèrement améliorés.
- Des combats aléatoires moins fréquents, notamment en bateau.

En contrepartie, la Pinta Quest a été totalement supprimée - car elle nécessitait le VMU.